# アンドレアス・ザイドル
アンドレアス・ザイドル（Andreas Seidl、1976年1月6日 - ）は、ドイツ出身の自動車技術者、モータースポーツマネージャー。
母国の自動車メーカー「BMW」や「ポルシェ」のモータースポーツ部署にて要職を歴任し、チーム監督として数多くの実績を残す。2006年以降からF1界にも携わっている。

## 経歴
ミュンヘン工科大学で機械工学を専攻。2000年から2006年までBMWモータースポーツ (BMW Motorsport) で働いたのち、F1のBMWザウバーでトラックオペレーション責任者を務める。2009年にBMWがF1から撤退すると、2012年にオペレーション責任者としてドイツツーリングカー選手権（DTM）に参戦し、DTM復帰初年度にドライバー・チーム・マニュファクチャラーの3冠を達成する。
BMW離脱後、ポルシェのスポーツカープロジェクトに参加し、2014年よりFIA 世界耐久選手権 (WEC) に参戦。チーム監督としてすべての作戦を担当し、2015年から2017年までWECダブルタイトル3連覇、ル・マン24時間レース3連覇という成績を残す。WEC撤退後は、フォーミュラE・シーズン6（2019年-20年）に参戦するため、電動パワートレイン開発を指揮する。
2019年1月、ポルシェを離れてF1界に復帰し、マクラーレンF1チームのマネージングディレクターに就任。同年5月のスペインGPより現場指揮を執る。再建中の名門チームで手腕を発揮し、低迷していたチームの改善に貢献。新しい風洞の建設や、2021年からのパワーユニットサプライヤーを以前のメルセデス製に戻す改革を実行した。
2022年12月にマクラーレンからの離脱を発表、翌2023年からは古巣のザウバー・モータースポーツAG（エントリーはアルファロメオF1チーム名義）のCEOに就任。2024年シーズン、チームはアウディの買収を前提としてステークF1チーム・キック・ザウバーとして活動するが、オリバー・ホフマン会長との権力闘争が行われる中で、同年7月、解任が発表された（後任はマッティア・ビノット）。